# Massacre des professeurs de Lwów
Le massacre des professeurs de Lwów, ville polonaise de 1921 à 1939, puis annexée à l'Union soviétique en septembre 1939, puis conquise par la Wehrmacht en juillet 1941, fut commis par les troupes nazies et leurs auxiliaires ukrainiens après la prise de la ville en juillet 1941. L'élimination de l’intelligentsia polonaise (telle que les professeurs d'université) faisait partie intégrante des plans allemands durant la Seconde Guerre mondiale. 
Juste avant l'opération Barbarossa, les nationalistes ukrainiens du OUN(B), Stepan Bandera, Iaroslav Stetsko et Roman Choukhevytch ont dressé la liste des intellectuels juifs et polonais qui seront assassinés lors de ce massacre.
Quelques heures après la prise de la ville, le bataillon Nachtigall composé de nationalistes ukrainiens de l'OUN, sous le commandement d’Albrecht Herzner, entame en collaboration avec la Gestapo une série d'arrestations d'universitaires, utilisant pour cela des listes établies par des étudiants ukrainiens. Le nom des professeurs juifs de l'École polytechnique de Lwów où Stepan Bandera étudiait l'agronomie figurait sur ces listes.
Dans la nuit du 3 au 4 juillet, près de 38 enseignants avec leurs familles sont arrêtés puis fusillés. Parmi les victimes se trouve l'écrivain Tadeusz Boy-Żeleński. Un rescapé décrit que les nationalistes ukrainiens exécutaient les gens avec barbarie.
Les responsables de ce massacre — Hans Krüger, Walter Kutschmann (en), Kurt Stawizki (de) — ainsi que leur collaborateur néerlandais — Pieter Menten — n’ont jamais répondu de leurs actes.

## Victimes
Abréviations utilisées :
- UJK = Uniwersytet Jana Kazimierza (aujourd'hui Université de Lviv Ivan Franko)
- PSP = Państwowy Szpital Powszechny (Hôpital public national)
- PL = Politechnika Lwowska (École polytechnique de Lwów) (aujourd'hui Université nationale polytechnique de Lviv)
- AWL = Akademia Weterynaryjna we Lwowie (Académie des sciences vétérinaires de Lviv)
- AHZ = Akademia Handlu Zagranicznego we Lwowie (Académie du commerce extérieur de Lviv)

### Assassinés sur les collines de Wulkeckie (Wulka)
1. Prof. Dr Antoni Cieszyński (en), professeur de stomatologie UJK
2. Prof. Dr Władysław Dobrzaniecki (en), chef du service de chirurgie PSP
3. Prof. Dr Jan Grek (pl), professeur de médecine interne, UJK
4. Maria Grekowa, épouse de Jan Grek
5. Doc. Dr Jerzy Grzędzielski (pl), chef de l'Institut d'ophtalmologie, UJK
6. Prof. Dr Edward Hamerski (pl), chef du service de médecine interne, AWL
7. Prof. Dr Henryk Hilarowicz (en), professeur de chirurgie, UJK
8. Rev. Dr Władysław Komornicki, théologien, parent de la famille Ostrowski
9. Eugeniusz Kostecki, mari de la servante du prof. Dobrzaniecki
10. Prof. Dr Włodzimierz Krukowski, chef de l'Institut des mesures électriques, PL
11. Prof. Dr Roman Longchamps de Bérier (en), chef de l'Institut de droit civil, UJK, ancien recteur de l'Université
12. Bronisław Longchamps de Bérier, fils du prof. Longchamps de Bérier
13. Zygmunt Longchamps de Bérier, fils du prof. Longchamps de Bérier
14. Kazimierz Longchamps de Bérier, fils du prof. Longchamps de Bérier
15. Prof. Dr Antoni Łomnicki, chef de l'Institut de mathématiques, PL
16. Adam Mięsowicz, petit-fils du prof. Sołowij
17. Prof. Dr Witołd Nowicki (pl), doyen de la faculté d'anatomie et de pathologie, UJK
18. Dr Med. Jerzy Nowicki (en), assistant à l'Institut d'hygiène, UJK, fils du prof. Nowicki
19. Prof. Dr Tadeusz Ostrowski (pl), chef de l'Institut de chirurgie, UJK
20. Jadwiga Ostrowska, épouse du prof. Ostrowski
21. Prof. Dr Stanisław Pilat (pl), chef de l'Institut de technologie du pétrole et du gaz naturel, PL
22. Prof. Dr Stanisław Progulski (pl), pédiatre, UJK
23. Andrzej Progulski, fils du prof. Progulski
24. Prof. Dr Roman Rencki, chef de l'Institut de médecine interne, UJK
25. Dr Med. Stanisław Ruff (pl), chef du département de chirurgie de l'hôpital juif
26. Anna Ruffowa, épouse du dr. Ruff
27. Inż. Adam Ruff, fils du dr. Ruff
28. Prof. Dr Włodzimierz Sieradzki (pl), doyen de la faculté de médecine légale, UJK
29. Prof. Dr Adam Sołowij (pl), ancien chef du département de gynécologie et obstétrique du PSP
30. Prof. Dr Włodzimierz Stożek, doyen de la faculté de mathématiques, PL
31. Inż. Eustachy Stożek, assistant à l'École polytechnique de Lwów, fils du prof. Stożek
32. Emanuel Stożek, fils du prof. Stożek
33. Dr Tadeusz Tapkowski, juriste
34. Prof. Dr Kazimierz Vetulani (en), doyen de la Faculté de mécanique théorique, PL
35. Prof. Dr Kasper Weigel (pl), chef de l'Institut des mesures, PL
36. Mgr Józef Weigel, fils du prof. Weigel
37. Prof. Dr Roman Witkiewicz (pl), chef de l'Institut des machines, PL
38. Prof. Dr Tadeusz Boy-Żeleński, écrivain et gynécologue, chef de l'Institut de littérature française

#### Assassinés dans la cour de Bursa Abrahamowiczów
Bursa Abrahamowiczów est une ancienne école de Lwów, aujourd'hui hôpital.
1. Katarzyna Demko, professeur d'anglais
2. Doc. Dr Stanisław Mączewski, chef du département de gynécologie et obstétrique du PSP
3. Maria Reymanowa, infirmière
4. Wolisch (nom inconnu), marchand

#### Assassinés le 12 juillet
1. Prof. Dr Henryk Korowicz (en), chef de l'Institut d'économie, AHZ
2. Prof. Dr Stanisław Ruziewicz, chef de l'Institut de mathématiques, AHZ

#### Assassinés le 26 juillet à la prison de Brygidki
La prison de Brygidki est une prison de Lwów.
1. Prof. Dr Kazimierz Bartel, ancien Premier ministre de Pologne, ancien recteur de PL, directeur du département de géométrie, PL